# Lepidosaphes chinensis
Lepidosaphes chinensis är en insektsart som beskrevs av Chamberlin 1925. Lepidosaphes chinensis ingår i släktet Lepidosaphes och familjen pansarsköldlöss. Inga underarter finns listade i Catalogue of Life.